# Таллинская школа права
Таллинская школа права (Юридический институт ТТУ) (Таллин, Эстония) —  структурное подразделение Таллинского технического университета (ТТУ), созданное в 2009 году на базе юридического факультета Международного Университета Audentes (IUA), после объединения ТТУ и IUA в результате подписанного договора от 27 мая 2008 года. 
Объединяясь, IUA передал все действующие рабочие договоры IUA, все заключенные субподрядные и договоры поручения, а также все учебные договоры. Учебная работа продолжилась по тем же специальностям, на английском и эстонских языках.

## История
Международный Университет Audentes являлся одним из институтов АО Audentes наряду с частной школой Audentes, спортивной школой Audentes, спортклубом Audentes и спортивными базами Audentes. Audentes Grupp являлся крупнейшим концерном образования в Эстонии и странах Балтии, насчитывающим более 3000 учащихся. Campus Audentes находится в Таллине, на улице Тонди.
Университет Audentes и Международный университет Concordia в Эстонии объединились в 2003 году. С тех пор обучение на эстонском и русском языках осуществлялось под названием университета Audentes, а обучение на английском языке – под названием Международный университет Concordia Audentes. Весной 2006 года правление университета решило перейти с нового учебного года на новое общее название – International University Audentes (Международный университет Audentes).
Международный Университет Audentes был:
1. Самым большим частным вузом Эстонии.
2. Вузом, входящим в 5-ку самых больших вузов Эстонии (включая государственные).
3. По количеству (400) и географии иностранных студентов и географии преподавательского состава занимал первое место в Эстонии, опережая даже крупнейший Тартуский Университет.
4. Единственный вуз в Балтийских странах, имевший полные аккредитованные программы (не отдельные курсы) на 3-х языках (английском, эстонском и русском).
5. Имел лучшую в Балтийских странах спортивную базу, на которой тренируются даже Эстонские олимпийские чемпионы.